# Guerin Sportivo
Guerin Sportivo é uma revista italiana de conteúdo esportivo, embora o espaço seja quase totalmente dedicado ao futebol.
É a publicação dedicada ao esporte mais antiga do mundo, tendo surgido inicialmente como um jornal em 1912, em Turim, fundado por Giulio Corradino Corradini, Ermete Della Guardia, Mario Nicola, Nino Salvaneschi, Alfredo Cocchi e Giuseppe Ambrosini.
Desde meados da década de 1970 mudou seu formato para revista, e a partir de janeiro de 2010 deixou de ser semanal para ter periodicidade mensal (no passado já fora quinzenal). As mudanças foram operadas pelo editor Roberto Amodei, e incluíram ainda a mudança do logotipo tradicional para o acrônimo "GS".
O título se inspira — bem como o velho logo com a figura de um cavaleiro medieval no ato de lançamento de um dardo — na obra literária de Andrea da Barberino, intitulada Il Guerrin Meschino.
A revista destaca-se também pelos dois prêmios que concede anualmente aos futebolistas: o Guerin d'Oro, ao melhor jogador da Serie A italiana, e o Trofeo Bravo, para o melhor jogador jovem da Europa.